# Прапор Висоцька (Сарненський район)
Прапор Висоцька — офіційний символ села Висоцьк, Сарненського району Рівненської області, затверджений 31 липня 1997 р. рішенням сесії сільської ради. 
Автори — А. Гречило та Ю. Терлецький.

## Опис
Квадратне жовте полотнище, на відстані в 1/6 ширини прапора від верхнього та нижнього країв ідуть дві сині смуги (завширшки в 1/4 ширини прапора кожна), на яких зображено по білому горностаю, повернутому до древка.

## Значення символів
Символи відображають місцеву природу, історичний рід заняття мешканців містечка (полювання та хутрові промисли), його розташування — синій колір у гербі та смуги на прапорі вказують, що Висоцьк омивався з усіх боків водою, а жовті смуги означають мости й греблі. 